# Вилични зглоб
Вилични зглоб (лат. articulatio temporomandibularis) повезује доњу вилицу са базом лобање, односно са доњим делом слепоочне кости. Састоји се из два истоветна, симетрично постављена зглоба (десни и леви), која у функционалном погледу делују као целина.

## Зглобне површине
Анатомске компоненте виличног зглоба су:
- вилична јама (лат. fossa mandibularis ossis temporalis),
- глава доње вилице (лат. caput mandibulae),
- зглобни колут (лат. discus articularis),
- зглобна чахура и
- зглобне везе (лат. ligamenta articularis).

Артикулациона површина слепоочне кости је троугласто удубљење на базалном делу љуске и бубног дела слепоочне кости. Вилична јама је петротимпаничном пукотином подељена на зглобни и незглобни део. Зглобни део припада сквамозном, а незглобни бубном делу. Зглобна површина има седласт облик и састоји се од задњег конкавног и предњег конвексног дела који се назива eminentia articularis.
Глава доње вилице представља горњи крај кондиларног наставка мандибуле и има јајаст облик. Попречним гребеном она је подељена на предњу (зглобну) и задњу (ванзглобну) падину. На основу облика може се закључити да зглобне површине виличног зглоба нису конгруентне (подударне), што представља једну од његових специфичности.
Зглобни колут, који се назива и менискус, је овална фиброкартилагинозна плочица уметнута између зглобних површина доње вилице и слепоочне кости. Има облик биконкавног сочива, те доприноси међусобном подударању ових зглобних површина. Осим тога он ублажава притисак на виличну јаму приликом жвакања, удараца и сл. Зглобни колут дели вилични зглоб на горњу и доњу синовијалну шупљину.
Зглобна чахура или тзв. капсуларни лигамент омотава цео зглоб. Састоји се из фиброзне и синовијалне опне. Membrana fibrosa повезује зглобне делове саставних костију зглоба, а membrana synovialis облаже унутрашњу површину фиброзне опне и лучи слузаву синовијалну течност, која има нутритивну, заштитну улогу и улогу мазива за зглобне површине.
Зглобне везе су подељене на главне (чахурне) и споредне. Главне везе појачавају бочне стране зглобне капсуле, а споредне везе ограничавају прекомерне покрете у зглобу (нарочито приликом спуштања доње вилице) и спречавају њено ишчашење. У споредне лигаменте спадају raphe pterygomandibularis, lig. sphenomandibulare и lig. stylomandibulare.

## Хистолошка грађа
Зглобне површине виличног зглоба састоје се од четири слоја:
- артикулациона зона – изграђена од густог фиброзног везивног ткива, дебљине до 0,5mm;
- пролиферативна зона – изграђена од недиференцираног мезенхимног ткива;
- зона фиброзне хрскавице и
- зона калцификоване хрскавице.

## Кинематика зглоба
При сваком покрету доње вилице ангажована су оба темпоромандибуларна зглоба. Покрети доње вилице се могу поделити у три основне категорије: покрети подизања и спуштања, покрети напред и назад и латерални покрети (ротација).
У спуштању доње вилице (отварању уста) учествују спољашњи птеригоидни мишић, двотрбушни мишић, милохиоидни мишић и гениохиоидни мишић. У подизању мандибуле (затварању уста) учествују мастикаторни мишићи: масетер, слепочни мишић и унутрашњи птеригоидни мишић. Покрет унапред (пропулзију) обавља спољашњи птеригоидни, а покрет уназад (ретропулзију) слепоочни мишић. Спољашњи криласти мишић такође учествује и у латералним покретима (покретима ротације), који су важни за уситњавање хране, а који су карактеристични по томе што се код њих покрети у десном и левом зглобу разликују али функционално допуњују.